# بوصير قليبي
البوصير القليبي (باللاتينية: Verbascum qulebicum) نوع نباتي يتبع جنس البوصير من الفصيلة الغدبية.

## الموئل والانتشار
موطنه بلاد الشام.